# Amadeus VI. (Savoyen)
Amadeus VI. (* 4. Januar 1334 in Chambéry; † 1. März 1383 in Campobasso) war von 1343 bis zu seinem Tod Graf von Savoyen. Seinen Beinamen „der grüne Graf“ erhielt er, weil er bei Ritterturnieren in Chambéry in grüner Rüstung erschien und grüne Kleidung liebte. Amadeus machte sich einen Ruf sowohl als Ritter als auch in einem Feldzug gegen die Osmanen. Er führte eine neue Politik für sein Haus ein, indem er seinen italienischen Besitzungen mehr Aufmerksamkeit schenkte als jenen nordwestlich der Alpen.

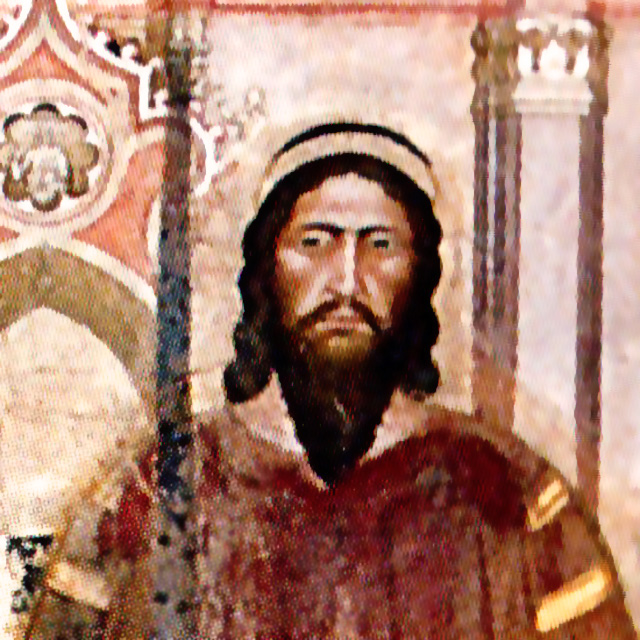
Fresko von Amadeus VI. in der Spanischen Kapelle von Florenz

## Leben
Amadeus erbte im Alter von neun Jahren die Grafschaft von seinem Vater Aymon. Sein Onkel Ludwig II. von Savoyen war sein Vormund bis zum Jahr 1349. 1355 verheiratete sich der Graf mit Bonne de Bourbon (1341–1402), Tochter des Herzogs Pierre I. de Bourbon und Nichte des französischen Königs Philipp VI. von Valois. Mit ihr hatte er sein einziges überlebendes Kind; seinen Nachfolger Amadeus VII. von Savoyen.
Der Graf kämpfte mit dem König von Frankreich gegen England und gegen den Markgrafen von Saluzzo, der von ihm lehnspflichtig gemacht wurde, ließ ihn von englischen Freibeutern gefangen nehmen und gegen ein Lösegeld von 180.000 Gulden frei. Seinen Vetter, Jakob von Piemont, setzte er 1360 gefangen und nahm ihm den Lehnseid ab. Der Graf rang außerdem mit dem Markgrafen von Montferrat um Besitzansprüche. Bei kriegerisch geführten Streitereien war er ab 1352 erfolgreich.
Amadeus erwarb die Provinz Faucigny und sicherte 1355 im Vertrag von Paris diesen Erwerb sowie die Grenzen zwischen Savoyen und der Dauphiné ab. Am 21. Juli 1356 gelang es dem Grafen, vom römisch-deutschen Kaiser Karl IV. den erblichen Titel eines Reichsvikars für die zum Reich gehörenden Teile des alten Königreichs Arelat zu erlangen, womit ihm unter anderem der Bischof von Genf nunmehr Tribut schuldete.

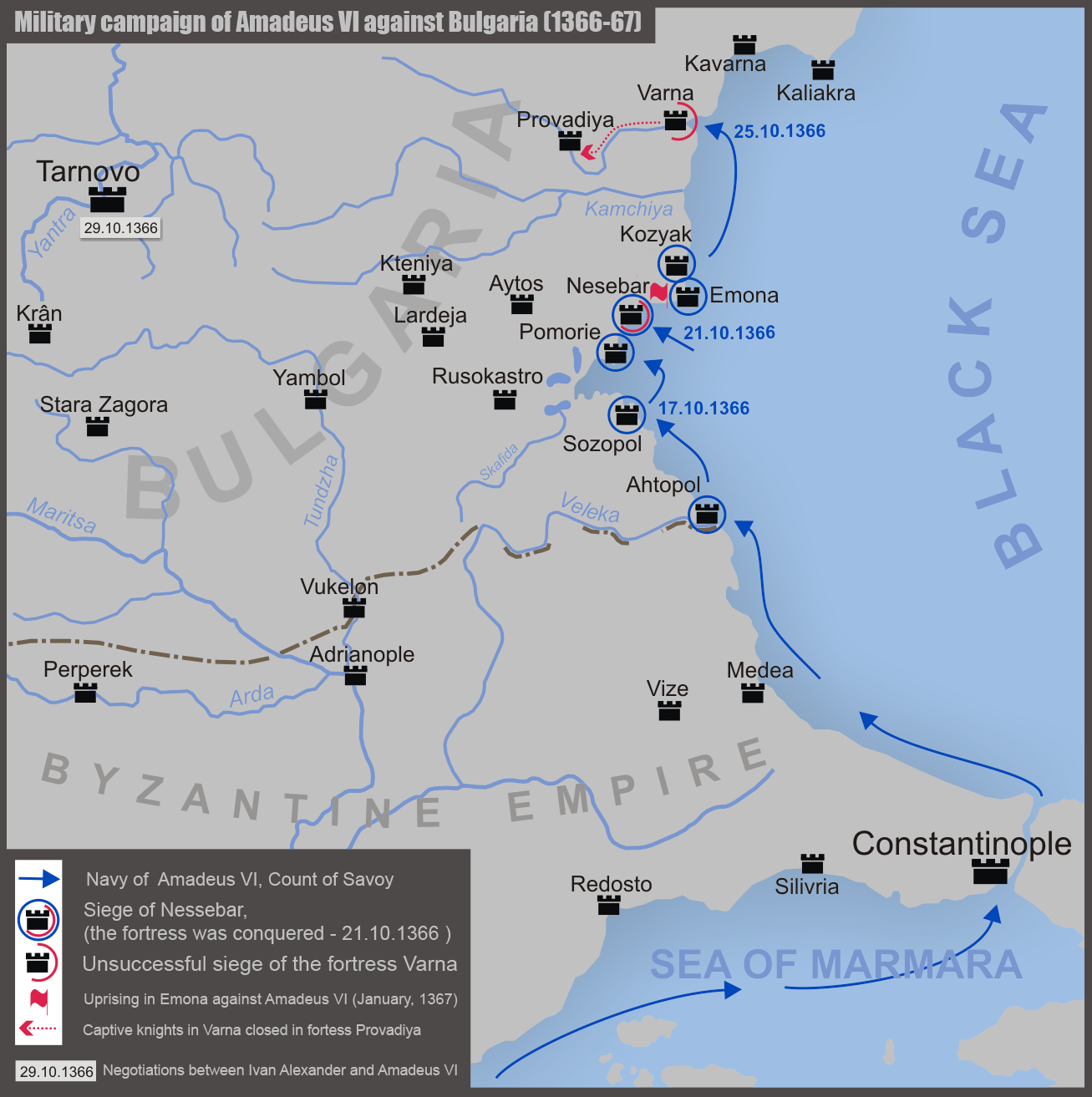
Amadeus’ Feldzug in Bulgarien

1366 führte er einen Feldzug gegen die Osmanen und die Bulgaren an der westlichen Schwarzmeerküste an. Im selben Jahr nahm er die Städte Sosopolis, Mesembrija, Skafida, Anchialo ein und ordnete die Zerstörung der letzteren an. Er scheiterte beim Versuch der Einnahme von Warna und schloss daraufhin Frieden mit dem bulgarischen Herrscher Iwan Alexander und dem Despoten Dobrotiza. Dabei konnte er den byzantinischen Kaiser Johannes Palaiologos, seinen Vetter, welcher ihn zu Hilfe gerufen hatte, aus bulgarischer Gefangenschaft befreien. 1367 schlug er die Osmanen bei Gallipoli.
Er vermittelte zwischen Mailand und dem Haus Montferrat (1379) sowie zwischen Venedig und Genua nach dem Chioggia-Krieg (1381).

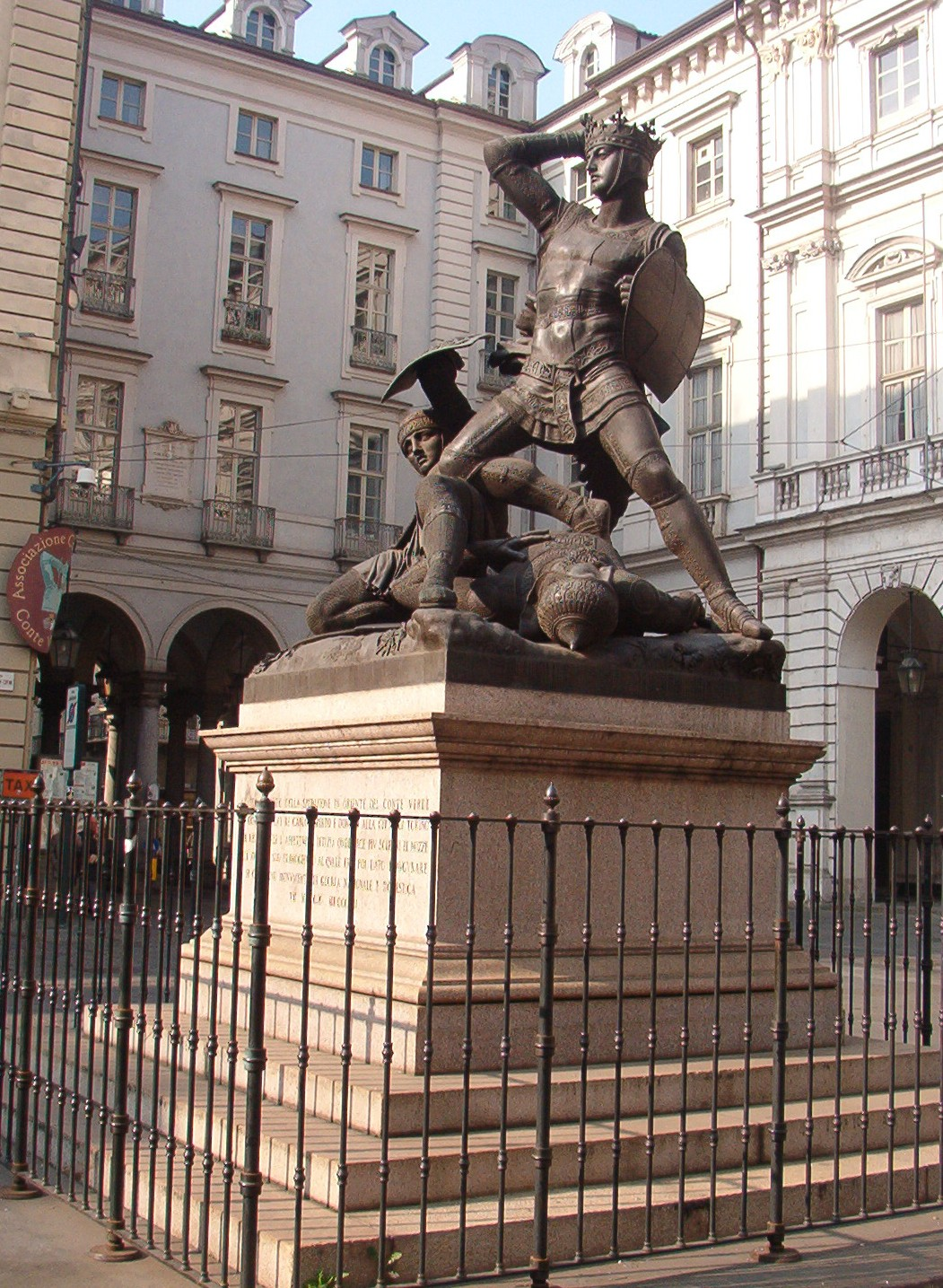
Statue „des grünen Grafen“ in Turin

Amadeus war der erste Fürst, der ein System kostenloser Rechtsberatung für die Armen einführte. Das gräfliche Verwaltungswesen wurde neu geordnet. 1362 stiftete er für seine Ritterschaft einen Halsbandorden. Er war sehr begütert und galt als einer der größten Fürsten seines Jahrhunderts. Er unterstützte Ludwig, Herzog von Anjou in seinem Anspruch auf Neapel und starb während dessen Feldzugs an der Pest.